# Kaakkurijärvi (Gällivare socken, Lappland, 744873-174569)
Kaakkurijärvi är en sjö i Gällivare kommun i Lappland och ingår i Kalixälvens huvudavrinningsområde. Sjön har en area på 0,0683 kvadratkilometer och ligger 225 meter över havet.

## Delavrinningsområde
Kaakkurijärvi ingår i det delavrinningsområde (744955-174569) som SMHI kallar för Ovan Ala-Leipojoki. Medelhöjden är 257 meter över havet och ytan är 25,65 kvadratkilometer. Räknas de 139 avrinningsområdena uppströms in blir den ackumulerade arean 1 796,86 kvadratkilometer. Ängesån (Liinajoki) som avvattnar avrinningsområdet har biflödesordning 2, vilket innebär att vattnet flödar genom totalt 2 vattendrag innan det når havet efter 185 kilometer. Avrinningsområdet består mestadels av skog (92 procent). Avrinningsområdet har 0,36 kvadratkilometer vattenytor vilket ger det en sjöprocent på 1,4 procent.